# 大冠鷲
大冠鷲（學名：Spilornis cheela）（西拉雅語：Akakul）又名冠蛇鵰、冕蛇鵰、食蛇鵰，粵語俗稱食蛇鷹，是一種中大型猛禽，屬於鷹科一員。分布於熱帶亞洲的森林棲地中。在它廣泛分布的印度次大陸、東南亞和東亞範圍內，存在顯著的變異，一些權威機構更傾向於將其數個亞種視為完全獨立的物種。 過去，包括菲律賓蛇鵰（S. holospila）、安達曼蛇鵰（S. elgini）和南尼科巴蛇鵰（S. klossi）在內的數個物種被視為大冠鷲的亞種。所有複合種內的成員均擁有看似龐大的頭部，頭後部的長羽毛賦予它們鬃毛和冠狀的外觀。臉部裸露且呈黃色，與蠟膜相連，而強健的腳則無羽毛覆蓋且有厚重的鱗片。牠們以寬廣的翅膀和尾巴飛越森林樹冠，翼和尾上有寬闊的白色與黑色條紋。牠們經常發出響亮、刺耳且熟悉的兩或三音節叫聲。牠們經常以蛇為食，因此得名，並與短趾鵰屬（Circaetus）一起歸類於蛇鵰亞科。

## 描述

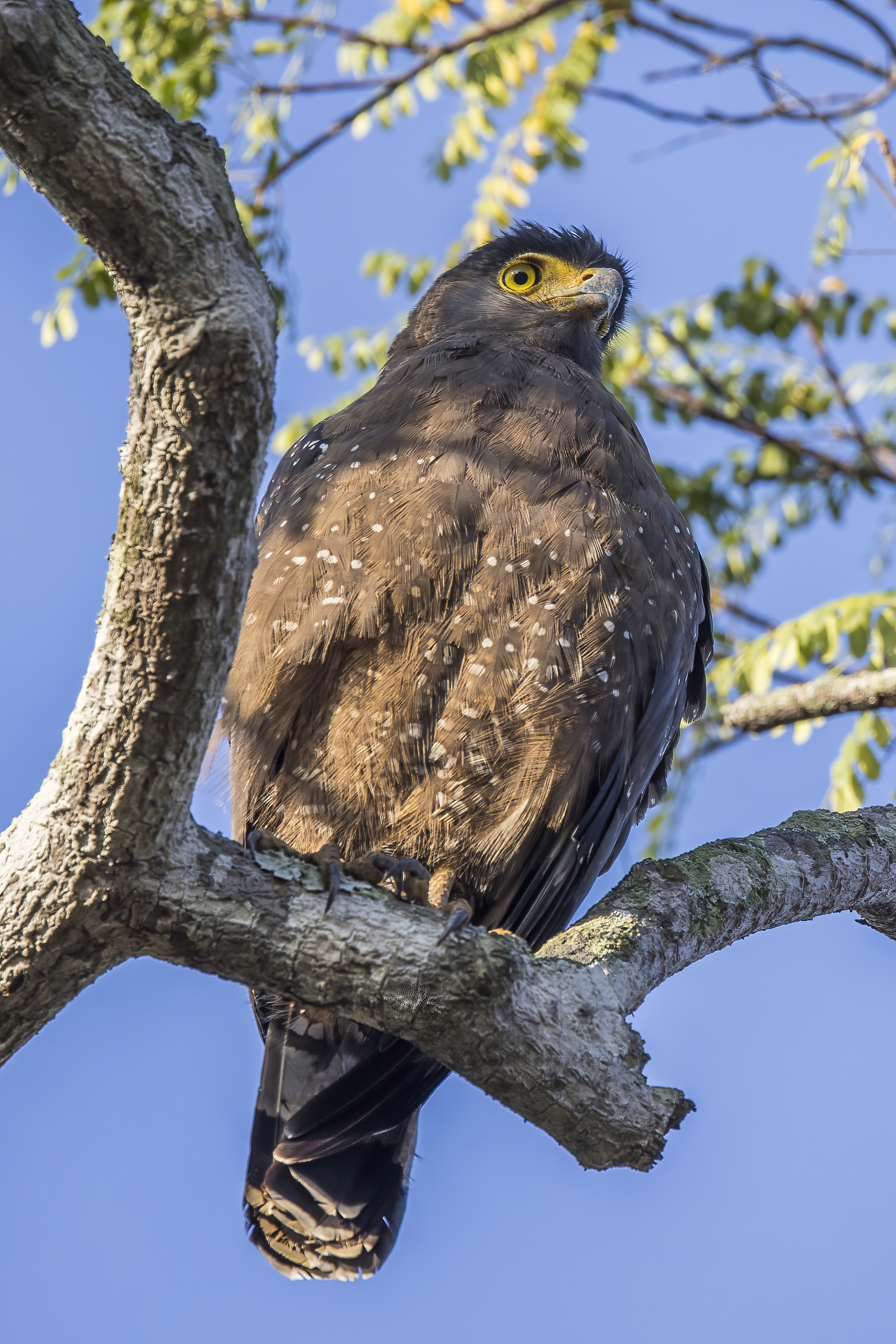
S. c, spilogaster
雅拉國家公園、斯里蘭卡

大冠鷲身長約55至75公分，翼展約150至170公分，成鳥背面和後頸為黑褐色，胸部和腹部和翼下為淡褐色，胸腹有白色斑點，停棲時可見明顯冠羽，在高空時翼開展保持以淺Ｖ字型翱翔，尾巴和翼下後緣為黑色有一條白色橫帶。
這種中大型的深褐色鵰體型壯碩，翼圓短而尾巴短。其短小的黑白扇形枕冠使其脖子顯得粗壯。裸露的臉部皮膚和腳皆為黃色。腹部帶有白色和黃褐色斑點。當站立時，翼尖不及尾尖。飛行時，寬闊的槳狀翅膀呈淺V形。尾部和飛行羽毛的下方為黑色，帶有寬廣的白色條紋。幼鳥頭部顯示大量白色。 跗蹠部無羽毛覆蓋，且被六角形鱗片覆蓋。上喙無向下彎曲的尖端。

### 大小
這種蛇鵰的各個亞種之間表現出非同尋常的尺寸變異。成年大冠鷲的總長度可變動於41至75 cm（16至30英寸），翼展可變動於89至169 cm（2英尺11英寸至5英尺7英寸）。 最大的比例出現在指名種S. c. cheela中，雄鳥的翼弦長度為468至510 mm（18.4至20.1英寸），雌鳥為482至532 mm（19.0至20.9英寸），尾長為295至315 mm（11.6至12.4英寸），跗蹠長度為100至115 mm（3.9至4.5英寸）。相比之下，可能最小的亞種S. c. minimus，雄鳥的翼弦長度為257至291 mm（10.1至11.5英寸），雌鳥為288至304 mm（11.3至12.0英寸），尾長約191 mm（7.5英寸），跗蹠長度約76 mm（3.0英寸）。 體重的報告比較零星，但估計不同亞種之間的體重可能相差三倍之多。 在非常小的亞種如S. c. asturinus中，雄鳥的體重被發現為420 g（15 oz），雌鳥為565 g（19.9 oz）。 在S. c. palawanesis中，雄鳥體重為688 g（24.3 oz），雌鳥為853 g（30.1 oz）。 來自婆羅洲的大冠鷲，如S. c. pallidus，可能介於625、1,130 g（22.0、39.9 oz）之間。 大陸形式通常較大，但一個相對較小的大陸亞種S. c. burmanicus的體重被報導為900 g（32 oz）。 在S. c. hoya亞種中，體重更高，平均1,207 g（42.6 oz）。與此同時，同一亞種中的8隻雄性平均體重為1,539 g（54.3 oz），6隻雌性平均體重為1,824 g（64.3 oz）。 在某些情況下，大冠鷲的估計體重可達約2,300 g（81 oz）。

## 分類

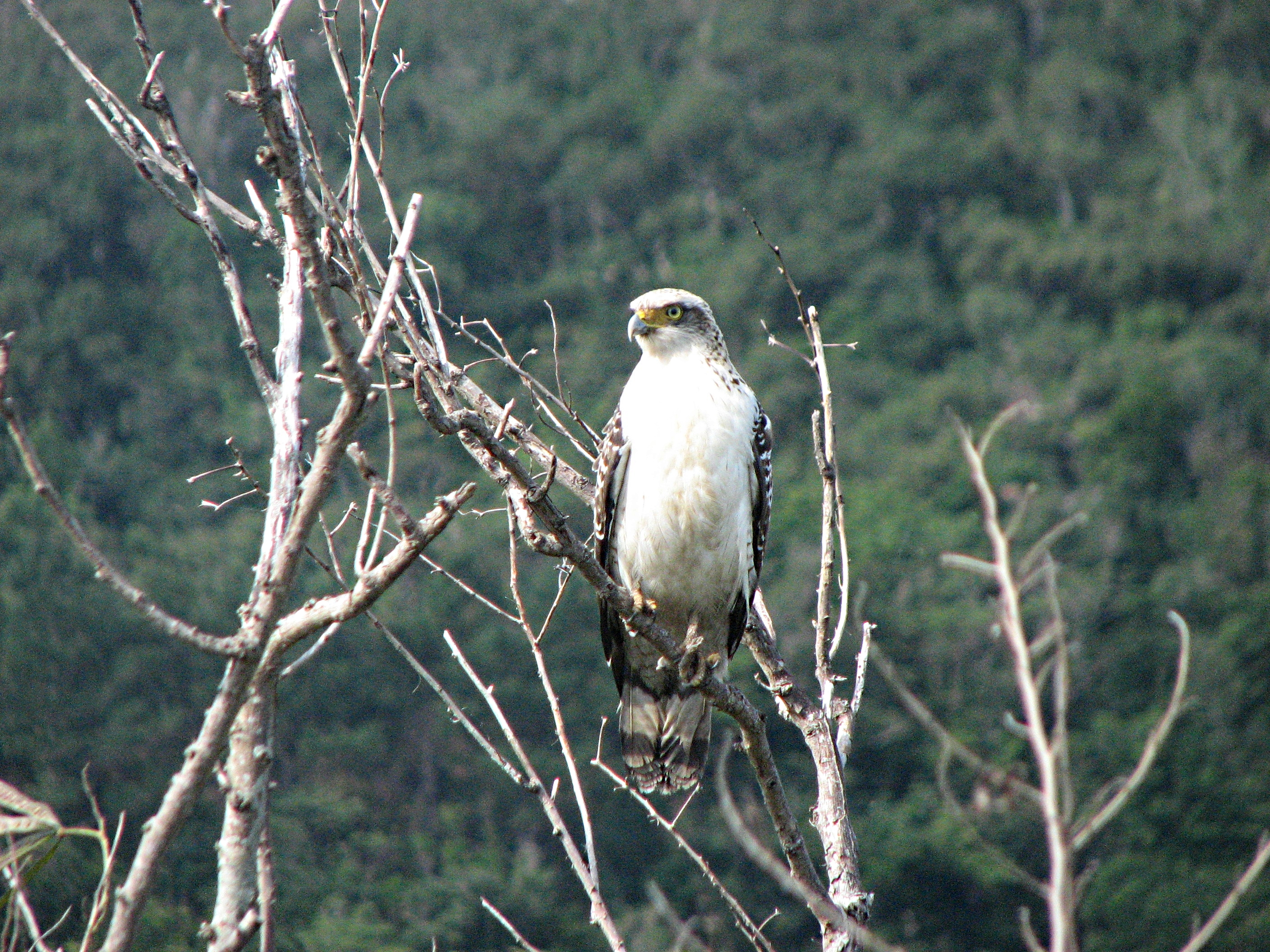
S. c. perplexus亞成鳥
西表島、沖繩

大冠鷲與短趾鵰屬（Circaetus）的蛇鵰同屬於蛇鵰亞科。
指名亞種的喉部為黑色，而印度半島的形式則為棕色。隨著緯度的變化，存在著由北向南體型逐漸減少的漸變性變化。 小島嶼的種群通常比亞洲大陸/大島嶼的種群小，這是一種稱為島嶼侏儒化的現象。 在熱帶亞洲廣泛的分布範圍內，已提出21個亞種：
- S. c. batu 來自蘇門答臘南部和巴圖，
- S. c. bido 來自爪哇和峇里島，
- S. c. burmanicus 分布於印度支那大部分地區，
- S. c. hoya 來自台灣，
- S. c. malayensis 來自泰國-馬來半島和蘇門答臘北部，
- S. c. melanotis 分布於印度半島，
- S. c. palawanensis 來自巴拉望，
- S. c. pallidus 來自婆羅洲北部，
- S. c. richmondi 來自婆羅洲南部，
- S. c. ricketti 分布於越南北部和中國南部，
- S. c. rutherfordi 來自海南島，以及
- S. c. spilogaster 來自斯里蘭卡。

其餘亞種均限於小島嶼：
- S. c. abbotti（錫默盧蛇鵰）來自錫默盧島，
- S. c. asturinus（尼亞斯蛇鵰）來自尼亞斯島，
- S. c. baweanus（巴威蛇鵰）來自巴威，
- S. c. davisoni 分布於安達曼群島，
- S. c. minimus（中央尼科巴蛇鵰）來自尼科巴群島中部，
- S. c. natunensis（納土納蛇鵰）來自納土納群島，
- S. c. perplexus（琉球蛇鵰）來自琉球，以及
- S. c. sipora（明打威蛇鵰）來自明打威群島。

最後七個（括號內為英文名稱）有時被視為獨立的物種。 雖然大冠鷲整體上分布廣泛且相對常見，但有些僅限於小島嶼的種群被認為數量相對較少，可能僅有數百隻。
其中最罕見的可能是巴威蛇鵰，其數量正在下降，約有26–37對，這使其成為極度瀕危物種。

## 分布
大冠鷲分佈很廣，在東亞、南亞、東南亞都有發現，從喜馬拉雅山到印度和斯里蘭卡到中國大陸南方和台灣及中南半島、菲律賓、印度尼西亞，築巢在森林近水邊的樹冠，鳥巢以樹枝條構成，且一巢只生一個蛋。

## 行為與生態

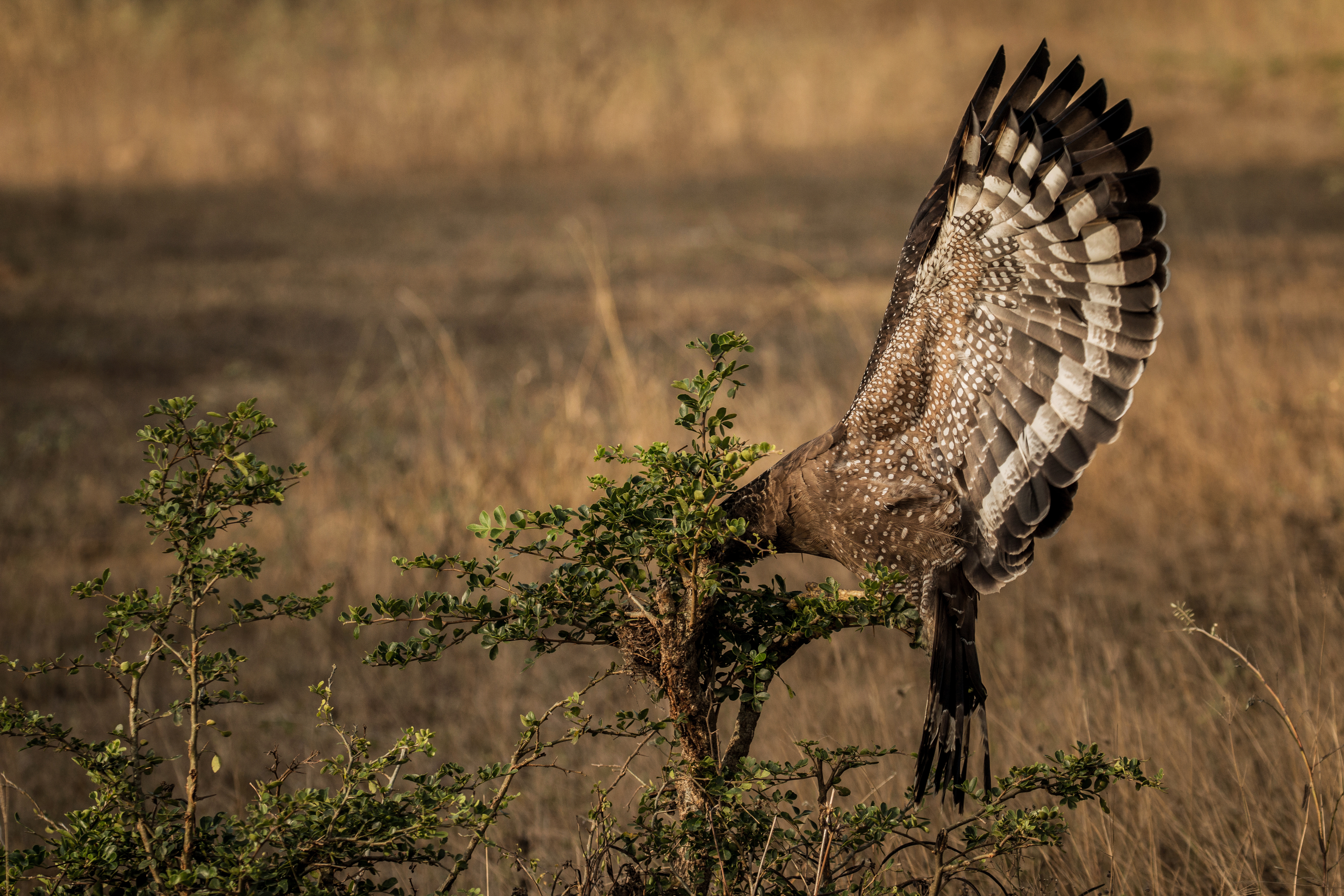
大冠鷲

大冠鷲是一種爬行動物捕食者，經常在森林上空獵食，通常靠近濕潤的草地，捕食蛇和蜥蜴。它也被觀察到捕食鳥類、兩棲類、哺乳類、魚類、白蟻和大型蚯蚓。 它主要出現在低矮山丘和平原上有茂密植被的地區。此物種為留鳥，但在其分布區的某些地方，只在夏季出現。
其叫聲具有獨特的Kluee-wip-wip特徵，第一音符高且逐漸升高。牠們經常在早晨晚些時候從牠們的棲息處發出叫聲，並在早晨隨著熱氣流升空。 在台灣南部，雄性比雌性有較大的活動範圍。雄性的活動範圍平均為16.7平方公里，而雌性約為7平方公里。 當受到驚嚇時，牠們會豎起冠羽，使頭部顯得龐大且被頸毛環繞。 牠們有時會跟隨地上的蛇。 牠們棲息在樹葉繁茂的樹木內部。 在台灣對該物種進行的無線電追蹤研究發現，這些鳥類一天中的98%時間都在棲息，通常在早晨覓食。牠們似乎使用等待的方式來覓食。

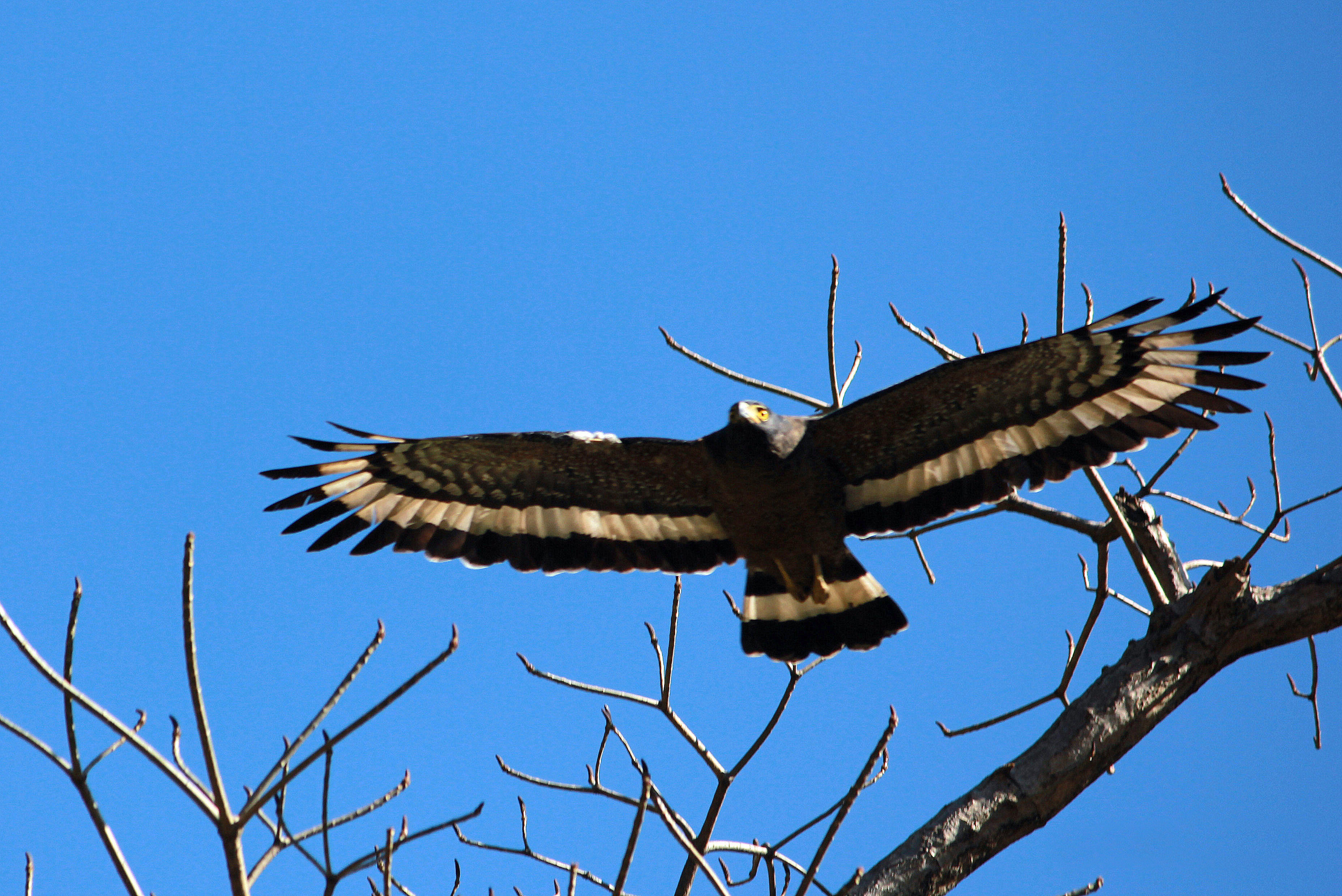
飛行中的大冠鷲，寬白帶非常獨特

繁殖季節始於冬末，當時牠們開始求偶並建立領域。牠們在初夏產卵。舊巢在印度經常被修復和重複使用，但在檳城的研究發現牠們每年都會建造新巢。 在印度的一項研究中發現，大多數巢位於河邊的樹木上。巢是一個建在高樹上的大平台。雌雄鳥會共同築巢，但只有雌鳥負責孵卵。雌鳥覓食時，雄鳥負責守護。在印度中部，毛欖仁（Terminalia tomentosa）經常被使用，而在印度南部，毗黎勒（Terminalia bellirica）和闊葉黃檀（Dalbergia latifolia）經常被使用。 在檳城，築巢的樹木通常很大且與其他樹木隔離，為鳥類進出提供了充足的空間。巢內鋪有從附近採集的綠葉，這些綠葉是倒置放在巢底的。 一般每次產一顆蛋，但有時會產兩顆蛋，每季僅成功撫育一隻雛鳥。如果蛋遺失，約兩到七週後會再產一顆蛋。蛋約在41天後孵化，幼鳥約兩個月後離巢。親鳥會保護巢穴。
在大冠鷲的腸道中發現了多種內寄生線蟲，包括Madelinema angelae。 在台灣一隻野生鳥類中觀察到了由禽痘病毒感染引起的面部疣狀病變。 從該物種中還描述了多種體外寄生的羽虱，包括Kurodaia cheelae。 在檳城，發現蒼背山雀（Parus cinereus ambiguus）傾向於在靠近大冠鷲巢的地方築巢，可能是因為鵰能驅趕如烏鴉等掠食者而帶來安全保障。它們還被發現會造訪鵰的巢，收集死去哺乳動物獵物遺留下來的毛皮。

## 外部鏈結
- 大冠鷲- 台灣環境資訊協會 （页面存档备份，存于）
- 大冠鷲 - 台灣國家公園｜生物多樣性資料庫與知識平台 - 營建署 （页面存档备份，存于）
- 蛇雕Serpent Eagle （Spilornis cheela） - YouTube （页面存档备份，存于）
- 大冠鷲鳴叫聲Crested Serpent Eagle sounding - YouTube （页面存档备份，存于）
- 蛇雕亚科（页面存档备份，存于）

## 延伸阅读
- BirdLife International. . The IUCN Red List of Threatened Species 2009.   [11 December 2009] （英语）. 資料庫資料包含解釋為何此物種為最低關注
- Birds of India by Grimmett, Inskipp and Inskipp, ISBN 0-691-04910-6